# Barrington Court
Barrington Court est un manoir Tudor commencé vers 1538 et achevé à la fin des années 1550, avec une cour stable vernaculaire (1675), situé à Barrington, près d'Ilminster, Somerset, Angleterre.
La maison appartient à plusieurs familles en 1745, après quoi elle tombe en ruine et est utilisée comme métairie. Après réparation par l'architecte Alfred Hoare Powell (1865–1960), il est acquis par le National Trust en 1907, sur la recommandation de l'antiquaire, le chanoine Hardwicke Rawnsley (1851–1920) . Elle est décrite comme la première maison acquise par le National Trust, bien qu'Alfriston Clergy House, une propriété plus modeste, ait été acquise plus tôt. Dans les années 1920, la maison est rénovée après que le colonel Lyle et sa femme 'Ronnie' aient accepté de prendre un bail de réparation de quatre-vingt-dix-neuf ans avec le Trust, et les travaux commencent en 1921 . L'écurie est transformée en résidence et plusieurs dépendances, jardins et portails sont construits.
La maison est à l'origine entourée d'un parc de cerfs médiéval et au XVIIe siècle, un jardin à la française est construit. Cela a en grande partie disparu jusqu'à ce qu'un nouveau jardin soit aménagé par la paysagiste Gertrude Jekyll (1843-1932) dans un style Arts and Crafts. Il contient maintenant des jardins potagers clos, des vergers et des jardins d'ornement.

## Histoire
Le domaine est occupé depuis le XIe siècle et au XIVe siècle comprend une maison importante au nord-est du bâtiment actuel, où l'on peut encore voir les traces d'un fossé. En 1446, le propriétaire, Giles Daubeney, 6e baron Daubeney, meurt à Barrington et le laisse à son fils, un autre Giles Daubeney, Giles Daubeney, 1er baron Daubeney qui est courtisan, diplomate et commandant militaire sous Édouard IV et Henri VII .

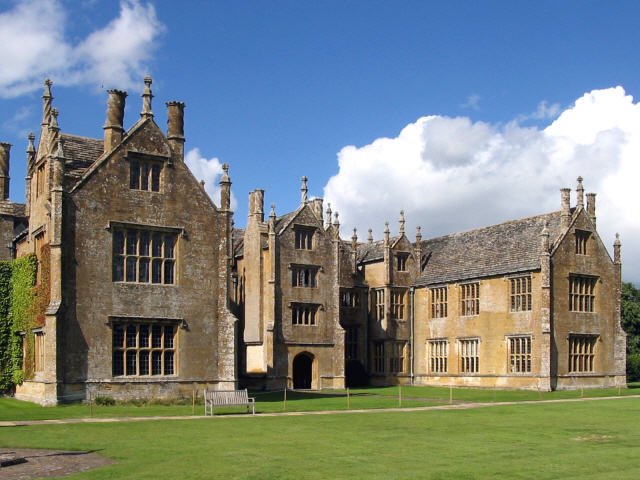
La façade sud

Le manoir passe en 1514 à Henry Daubeney, créé comte de Bridgewater pour ses services à Henri VIII. Il passe une grande partie de son temps en France et peu de temps dans le Somerset . Il a peut-être commencé la nouvelle maison, mais il fait faillite et est impliqué dans la disgrâce de Catherine Howard, la cinquième épouse d'Henry VIII . Il est peu probable qu'une grande partie, le cas échéant, du bâtiment actuel ait été son œuvre . La maison est confisquée au profit de la couronne et a ensuite divers propriétaires, dont Henry Grey (1er duc de Suffolk), qui en 1552 la vend à William Clifton, un marchand londonien qui s'est créé un domaine du Somerset . On pense que Clifton ou son fils John Clifton sont responsables de la majeure partie du bâtiment de Barrington, peut-être sur le modèle de travaux antérieurs à Kirby Hall ou de manoirs d'East Anglian proches de leurs racines à Kentwell Hall, Hengrave Hall ou Channons Hall à Tibenham .
Il est transmis dans la famille Clifton, notamment à Gervase Clifton, qui en 1605 le vend à son beau-frère Sir Thomas Phelips de Montacute House. La maison est ensuite hypothéquée et, en 1625, vendue au colonel William Strode, Jr . La maison et le domaine appartiennent à la famille Strode de 1625 à 1745, après quoi il est acheté par plusieurs propriétaires différents mais mal entretenu, devenant connus sous le nom de Court Farm .
L'intérieur de la maison souffre de sa rétrogradation comme ferme et d'un incendie au début du XIXe siècle ; après avoir été presque à l'abandon, il est réparé sous la supervision d'Alfred Hoare Powell. Barrington Court est acquis par le National Trust en 1907 et est loué au colonel Abram Arthur Lyle de Tate & Lyle dans les années 1920 . Abram Lyle et sa femme, Elsie Ronalds Lyle (née Crowdy et connu sous le nom de 'Ronnie') transforment la maison et rénovent Strode House (construit par le fils du colonel Strode, William III, en 1674) qui est à l'origine une écurie. C'est à cette époque que les Lyles engagent Gertrude Jekyll pour concevoir les trois jardins à la française de la propriété qui sont entretenus par le jardinier en chef .
La maison est l'une des premières grandes propriétés acquises par le National Trust ; on n'avait pas prévu à quel point les réparations et l'entretien seraient coûteux, et même trente ans plus tard, il est encore utilisé comme exemple de la raison pour laquelle le Trust devrait faire attention avant de prendre d'autres maisons de campagne .
Barrington Court est occupé par un locataire, Stuart Interiors, qui prend le bail en 1986 à Andrew Lyle, petit-fils du colonel Lyle. L'entreprise vend des reproductions de meubles anciens . Stuart Interiors quitte Barrington Court en décembre 2008, et bien que le bâtiment n'ait pas de mobilier, il est ouvert aux visiteurs .
En 2014, le site accueille le tournage de la série télévisée historique de l'ère Tudor de la BBC, Dans l'ombre des Tudors . En mai 2015, la maison accueille l'émission Antiques Roadshow de la BBC .

## Architecture
Comme de nombreuses demeures élisabéthaines, Barrington est construit en forme de « E » avec de grandes ailes en saillie avec des saillies carrées qui contiennent des escaliers . La maison n'est pas vraiment symétrique car le hall a deux lumières et la lucarne. La façade sud a sept pignons soutenus par des contreforts octogonaux  et décorés de faîteaux torsadés avec des calottes en doucine et des crochets anglais .
Son porche d'entrée central débouche sur un passage grillagé avec le hall à gauche et, nouveauté, un passage de service menant à l'aile cuisine qui occupe l'aile droite . Une longue galerie s'étend sur toute la longueur de la maison à l'étage supérieur .

### Strode House

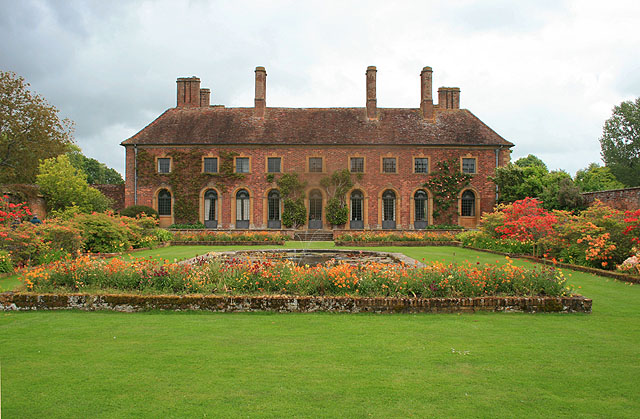
Maison Strode

Les écuries — construites en 1674 par William Strode III — sont transformées en une maison indépendante vers 1920, selon les plans de l'architecte JE Forbes, lorsque le bâtiment est doté d'une nouvelle façade ouest . Le bâtiment en brique de deux étages a des pansements Hamstone et un toit en tuiles en croupe. Juste en face du bâtiment se trouve la "cour de la fontaine".
Dans les années 1920, un "motorhouse" est construit dans un style Tudor pour correspondre aux autres bâtiments. Il s'agit d'un bâtiment de plain-pied avec un grenier. La façade du bâtiment est ornée de lions héraldiques.
La maison de l'agent à deux étages, connue sous le nom de Beechams, est également construite dans les années 1920 . Il y a aussi une rangée de six chaumières de style Tudor, une ferme et une grange datant de la même époque.

### Passerelles et murs

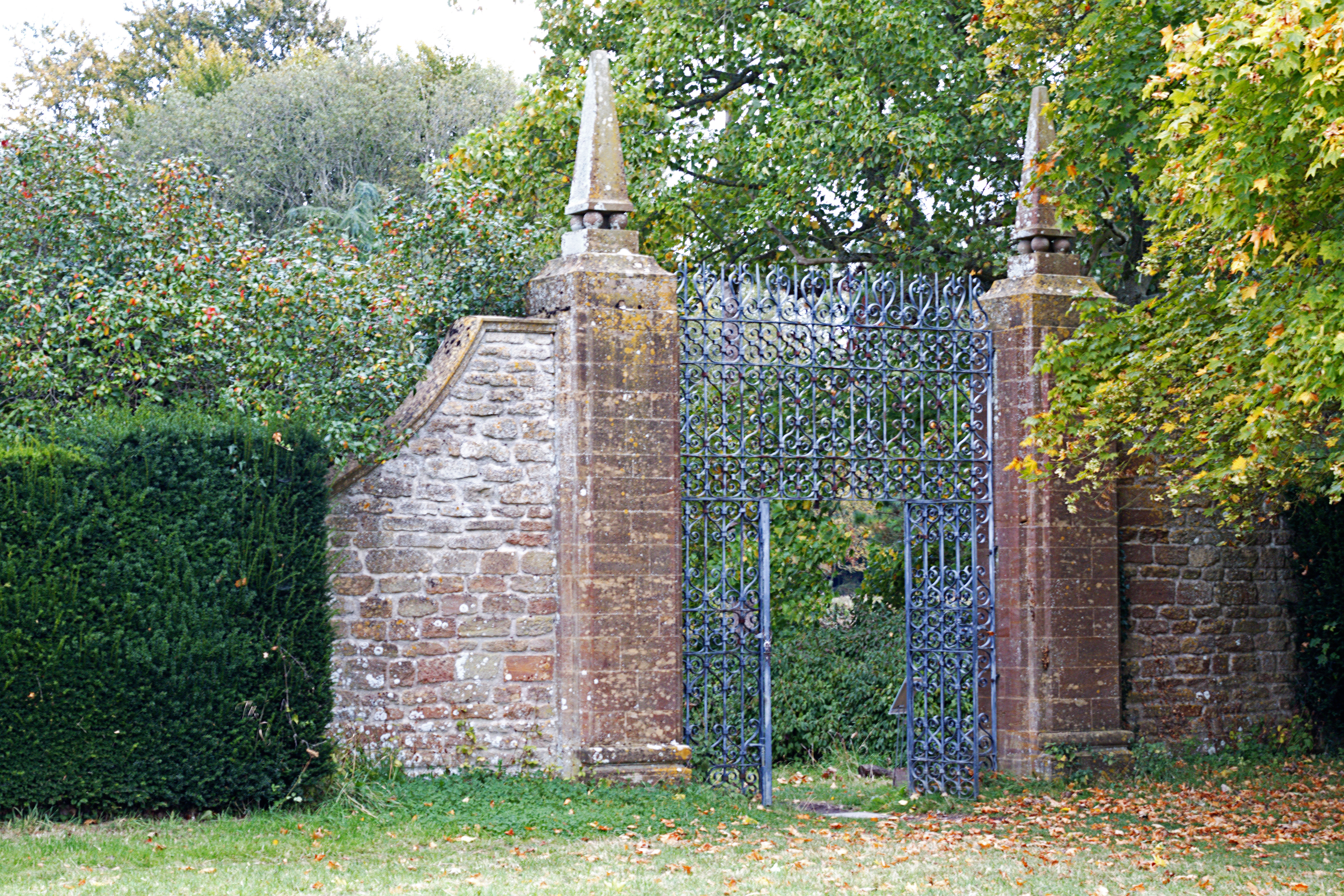
Vue de la passerelle vers l'est de la pelouse sud de Barrington Court

Il y a plusieurs passerelles autour du domaine et des entrées de la maison. La porte d'entrée à l'ouest du parvis est reconstruite dans les années 1920 avec de hauts piliers et des couronnements à gradins moulés, permettant une vue complète de la façade symétrique de la maison . Les portails à l'est du parvis et à l'est de la pelouse sud ont des grilles en fer forgé. Le mur autour du parvis est du même cru et a des bassins rectangulaires de nénuphars à la base.

## Jardins

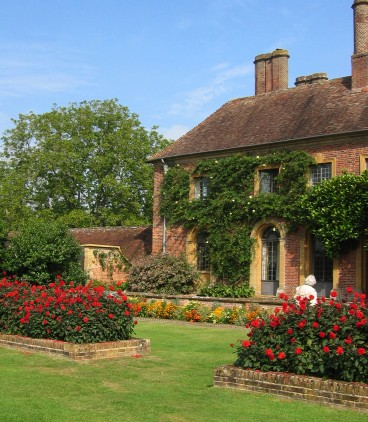
Partie de maison et jardins à Barrington Court à la fin de l'été

Au XVIe siècle, la maison est entourée d'un parc aux daims. Dans les années 1550, William Clifton prend des mesures, devant la Chambre étoilée, contre les braconniers locaux qui chassaient le cerf dans le parc pendant son absence .
Les vestiges des jardins d'origine comprennent une zone surélevée rectangulaire ou parterre de 70 mètres (77 yd) par 50 mètres (55 yd) à proximité d'un étang ou d'un canal de 12 mètres (13 yd) par 110 mètres (120 yd) . Il existe également des preuves géophysiques d'un autre jardin à la française du XVIIe siècle .
Barrington Court est réputé pour ses jardins de style Arts and Crafts pour lesquels la paysagiste Gertrude Jekyll a fourni des plans de plantation . Les jardins sont aménagés en 1917 par JE Forbes, de Forbes & Tate, pour Arthur Lyle. Il y a une série de zones fortifiées qui comprennent un jardin blanc, un jardin de roses et d'iris et un jardin de lys . Les plans originaux sont utilisés pour restaurer les jardins; cependant, le schéma de plantation est modifié de celui conçu par Jekyll à celui conçu par Mme Lyle dans les années 1960 .
Les murs du potager sont construits dans les années 1920 et comportent deux portails à architraves néoclassiques. Les allées de gravier sont tracées en carré avec une croix au centre rehaussée d'une fontaine entourée d'arbres fruitiers, de potagers et de fruits rouges . Il y a des ouvertures cochères avec des grilles en fer forgé.
Le potager fournit des produits pour le restaurant de la propriété situé dans la Strode House adjacente; cela comprend de nombreux types de fruits et légumes. L'école primaire locale St Mary & St Peter's CE VC, qui a des bases à Barrington et Ilton, possède un potager où les enfants plantent, entretiennent et cuisinent les produits; les murs sont également parsemés de pommiers, poiriers et pruniers.
Les jardins sont classés Grade II * sur le registre national des parcs et jardins historiques.